# Værelse 213
|  | Denne artikel er oprettet af botten Steenthbot ud fra en ekstern database. Den kan derfor have sproglige fejl eller mangler. Denne skabelon kan fjernes efter kontrol af indholdet. |

Værelse 213 er en svensk dokumentarfilm fra 2018 instrueret af Emelie Lindblom.

## Handling
Det er sommerferien efter den netop afsluttede 6. klasse og 12-årige Elvira skal på sommerlejr. Elvira og hendes to værelseskammerater Meja og Bea skal være i værelse 213, hvor ingen har boet i 60 år. Snart begynder uforklarlige ting at finde sted på lejren. Et brev med en mystisk håndskrift fører de tre piger til et rødt hus ude i skoven, og pigerne finder ud af, at en pige er død på lejren 60 år tidligere.